# Cristoforo Numai
Cristoforo Numai (Forli, ? - Ancona, 23 de marzo de 1528) fue un religioso franciscano italiano, general de su orden y cardenal.

## Biografía
Nacido a mediados del siglo XV en la Romaña como hijo de Francesco Numai y de Cassandra Ercolani, de joven profesó en la Orden de Frailes Menores. Hizo sus estudios en la Universidad de Bolonia y se doctoró en teología en La Sorbona de París; gracias a sus cualidades personales fue elegido como confesor de la duquesa Luisa de Saboya.
Regresó a Italia en 1497 para dedicarse a su labor como predicador en Bolonia. Diez años después fue elegido vicario de la orden en la misma provincia eclesiástica; en 1512 se trasladó a Roma como comisario de la orden ante la Curia, y al año siguiente fue nombrado vicario general de los observantes en Italia. 
En 1517 el papa León X convocó un capítulo general de los franciscanos para poner fin a las diferencias internas existentes en la orden, que estaba dividida en observantes y conventuales desde los tiempos de Eugenio IV; el papa sentenció la separación definitiva de ambas ramas, y Numai fue nombrado Ministro general de los observantes. En el consistorio del mes siguiente fue creado cardenal presbítero junto con el superior general de los dominicos Tomasso de Vio y el de los agustinos Egidio de Viterbo, entre otros; recibió el título de San Mateo in Merulana, que pocos días después cambió por el de Santa Maria in Ara Coeli, y la administración de la diócesis de Alatri, que mantendría toda la vida. 
En 1518 viajó a Francia para asistir al capítulo general celebrado en Lyon, donde cedió el generalato de la orden a Francesco Licheto, y también para convencer a Francisco I de participar en una gran cruzada internacional contra los otomanos que amenazaban el Mediterráneo y Europa Oriental, aunque el rey no aceptó entrar en la alianza.
Fue uno de los cardenales que intervinieron en el cónclave de 1521-22 en que fue elegido Adriano VI, en cuyo pontificado le fue concedida la administración de Isernia, que poco después cedió a su sobrino Antonio Ercolani. Igualmente participó en el cónclave de 1523, en el que recibió 22 votos de 32 electores; eran suficientes para ser coronado papa, pero sus tendencias filo-francesas provocaron que los cardenales del partido imperial le vetaran, enfrentados como estaban el Reino de Francia y el Sacro Imperio Romano Germánico en la Guerra Italiana de 1521-1526. Finalmente fue elegido papa Clemente VII; durante su papado, en 1526 le fue concedida la administración de Riez, aunque las protestas del rey francés por haber sido nombrado sin su aquiescencia motivaron que al año siguiente renunciara la diócesis en favor de François de Dinteville, sobrino del condestable Anne de Montmorency. 
En el contexto de la Guerra de la Liga de Cognac, en 1527 las tropas de Carlos V entraban en Italia y, descontroladas, saqueaban Roma; Numai no alcanzó a huir, atacado de gota, y fue hecho prisionero por los lansquenetes alemanes, que lo tomaron como rehén hasta que su familia satisfizo el rescate. Enfermo y cansado, se retiró a Ancona, donde murió al año siguiente; sus restos fueron trasladados a Roma y sepultados en la Basílica de Santa María en Aracoeli.